# Chevroux (Suíça)
Chevroux é uma comuna da Suíça, situada no distrito de Broye-Vully, no cantão de Vaud. Tem 4,37 km² de área e sua população em 2018 foi estimada em 480 habitantes.